# Euploca lagoensis
Euploca lagoensis är en strävbladig växtart som först beskrevs av Johannes Eugen ius Bülow Warming, och fick sitt nu gällande namn av Diane och Hilger. Euploca lagoensis ingår i släktet Euploca och familjen strävbladiga växter. Inga underarter finns listade i Catalogue of Life.